# Claro que si
Claro que si è il secondo album in studio del gruppo di musica elettronica svizzero Yello, pubblicato nel 1981.

## Tracce
Side 1
1. Daily Disco – 4:32
2. No More Roger – 3:18
3. Take It All – 1:48
4. The Evening's Young – 4:53
5. She's Got a Gun – 3:40

Side 2
1. Ballet Mecanique – 3:44
2. Ouad el Habib – 3:24
3. The Lorry – 3:35
4. Homer Hossa – 5:16
5. Pinball Cha Cha – 3:40

## Formazione

### Gruppo
- Dieter Meier – voce
- Boris Blank – elettronica, cori
- Carlos Perón – effetti

### Ospiti
- Chico Hablas – chitarra
- Beat Ash – batteria
- Zine el Abedine – voce in Ouad el Habib